# Pentace grandiflora
Pentace grandiflora är en malvaväxtart som beskrevs av Kochummen. Pentace grandiflora ingår i släktet Pentace och familjen malvaväxter. Inga underarter finns listade i Catalogue of Life.